# 聯合國安全理事會第1000號決議
聯合國安全理事會第1000號決議，于1995年6月23日一致通過。决议重申之前通过的关于塞浦路斯问题的決議，特別是第186号和第969号决议，安理會表示，将对此前严重缺乏進展的塞浦路斯政治争端表示關切，并将聯合國駐塞浦路斯維持和平部隊的任务完成延期直到1995年12月31日。
審查報告由秘書長加利起草并呈报安理会。安理會呼籲雙方與聯塞部隊合作，以確保在緩衝地帶沿线不發生任何事故。秘書長被要求繼續观察当地形势和維持和平部隊，在必要情况下，可以調整维和部队的結構。
安理会各方都敦促并承諾逐渐减少在塞浦路斯的外國部隊，并减少在当地的军事開支，以及對部隊的撤離提出了一套方案。決議還要求各方，遵照第839號決議，禁止在在缓冲区视线及听觉范围内进行武器射击。决议敦促塞浦路斯領導人和北塞浦路斯领导人促進寬容與和解，歡迎秘書長努力保持同雙方領導人接觸。认真执行第939號決議。
秘書長被要求将在1995年12月10日在塞浦路斯地区上事態的發展向安全理事會報告。